# 马耶宰
马耶宰（法語：Maillezais，法語發音：[majzɛ]）是法国卢瓦尔河地区大区旺代省的一个市镇，属于丰特奈勒孔特区。

## 地理
马耶宰（46°22'17"N, 0°44'21"W）面积20.33 平方千米，位于法国卢瓦尔河地区大区旺代省，该省份为法国西部沿海省份，北起大西洋卢瓦尔省和曼恩-卢瓦尔省，西临大西洋，南至滨海夏朗德省，东部及东南部与德塞夫勒省接壤。
与马耶宰接壤的市镇（或旧市镇、城区）包括：当维克斯、杜瓦莱方丹、利耶、马耶、旧圣皮埃尔、圣西吉斯蒙。

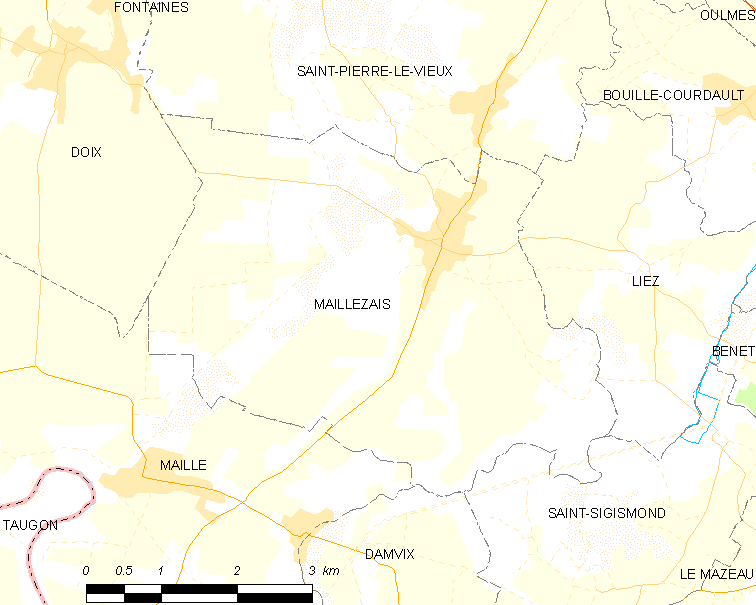
马耶宰的OSM定位图

马耶宰的时区为UTC+01:00、UTC+02:00（夏令时）。

## 行政
马耶宰的邮政编码为85420，INSEE市镇编码为85133。

## 政治
马耶宰所属的省级选区为丰特奈勒孔特县。

## 人口

1962-2008年间马耶宰人口变化图示

马耶宰于2022年1月1日时的人口数量为895人。